# 大山 (香川県・徳島県)
大山（おおやま）は、香川県東かがわ市川股と徳島県板野郡上板町神宅の県境に位置する讃岐山脈に属する山である。標高691.31m。

## 地理
山頂に設置されている一等三角点は香川県東かがわ市側に位置している。
上板町側の中腹には四国別格二十霊場第一番札所、四国三十六不動尊霊場第一番札所・大山寺が建つ。さらに、山頂直下には、その奥の院の黒岩大権現を祀った祠がある。

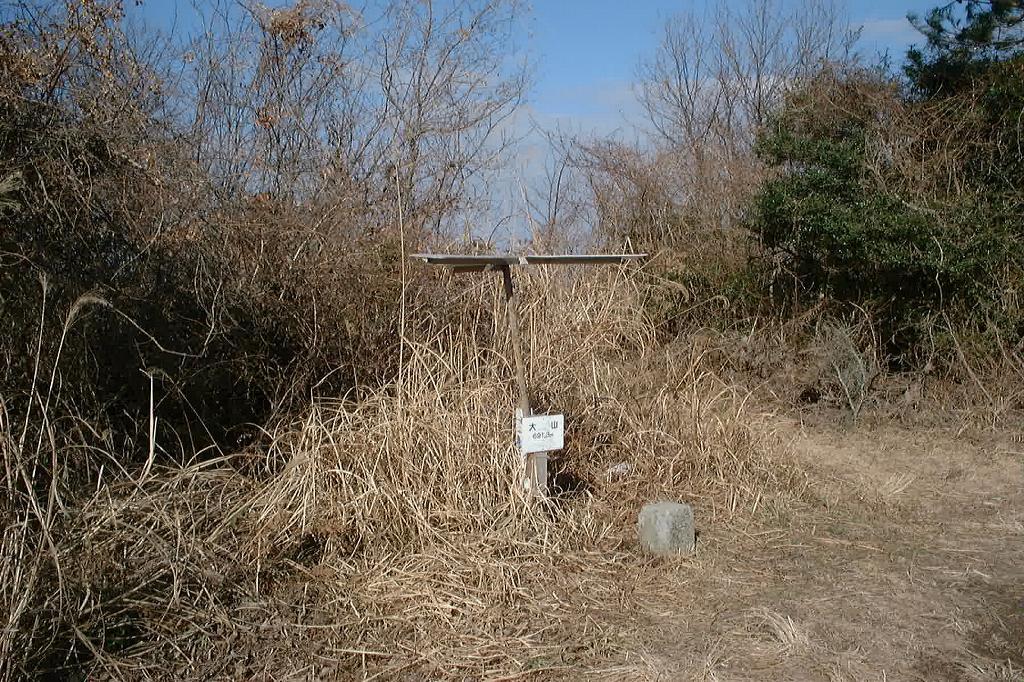
頂上